# Schnegel
Die Schnegel (Limacidae), auch Großschnegel genannt, in der älteren Literatur auch Egelschnecken, sind eine Familie von ursprünglich überwiegend in Europa heimischen, bis zu 25 cm langen Nacktschnecken aus der Unterordnung der Landlungenschnecken (Stylommatophora). Die ältesten Vertreter der Schnegel wurden im Oligozän (Paläogen) der Rhön gefunden.

## Merkmale
Schnegel sind zwischen 5 und 250 mm (bis 30 cm) lang. Der Körper ist länglich-zylindrisch. Werden die Tiere gestört, ziehen sie sich zusammen, rollen sich jedoch nicht ein wie die Vertreter der Wegschnecken (Arionidae). Der Kopf kann unter den Mantelschild zurückgezogen werden.
Alle Vertreter der Schnegel besitzen noch im Weichkörper ein kleines, etwas unregelmäßiges Kalkplättchen, auch Schild oder Mantelschild genannt, das phylogenetisch dem ursprünglichen Schneckengehäuse entspricht. Der Nukleus (embryonaler Teil) liegt subzentral oder schwach seitlich verschoben und ist leicht erhaben.
Die Arten sind im Allgemeinen sehr variabel in der Färbung. Der relativ große, ovale Mantel liegt im vorderen Teil des Körpers und weist ein konzentrisches Ringmuster auf. Er nimmt etwa ein Drittel der Körperlänge ein. Die Tiere besitzen zwei Paare Tentakel, ein kürzeres vorderes Paar und ein etwas längeres hinteres Paar, an deren Enden die Augen sitzen. Das Atemloch liegt zwar in der vorderen Hälfte des Körpers, jedoch meist leicht oder deutlich hinter der Mitte des Mantelschildes auf der rechten Körperseite (Ausnahme Eumilacinae). Zwischen Atemloch und rechtem Tentakel liegt die Genitalöffnung. Der Fuß bildet an der Oberseite einen leicht gewölbten Kiel; dieser zieht sich aber nicht bis zum hinteren Rand des Mantels. Die Fußsohle ist in Längsrichtung in drei Felder geteilt: das mittlere ist heller als die beiden äußeren Felder. Die Querfurchen in der Fußsohle sind gerade.
Der Darm weist zwei oder drei Schlingen auf. Die Radula weist pro Querreihe einen Mittelzahn sowie Seiten- und Randzähne auf. Der Mittelzahn und die Seitenzähne sind dreispitzig, die Randzähne einspitzig-messerförmig, zweispitzig oder sägeblattförmig. Die Kiefer sind oxygnath.

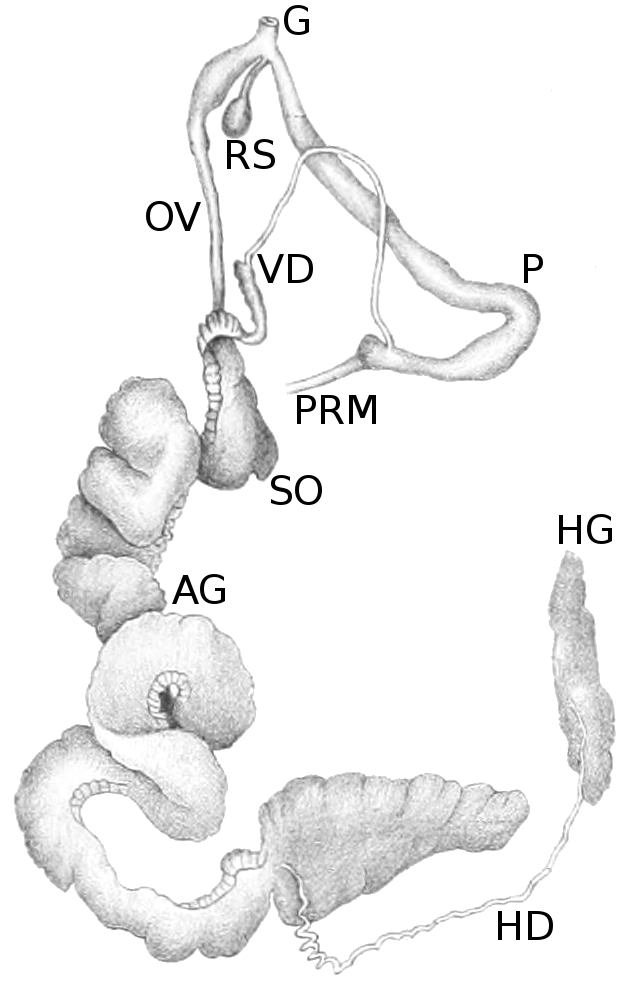
Genitalapparat von Limax maximus, AG = Albumindrüse (Eiweissdrüse), G = Genitalöffnung, HG = Hermaphroditische Drüse (Zwitterdrüse), HD = Ductus hermaphroditicus (Zwittergang), OV = Ovidukt (Eileiter), P = Penis, PRM = Penisretraktormuskel, RS = Receptaculum seminis, SO = Spermovidukt (Eisamenleiter), VD = Vas deferens (Samenleiter)

Alle Arten der Schnegel sind Hermaphroditen (Zwitter), die sich in Extremsituationen auch selbst befruchten können. Die Zwitterdrüse, in der Eier und Samen produziert werden, liegt meist im hintersten Teil des Körpers. Von dort führt der Zwittergang (Ductus hermaphroditicus) zum Eisamenleiter (Spermovidukt). Am Spermovidukt sitzt die Eiweißdrüse (Albumindrüse), die die Eier mit Nährstoffen versorgt. Meist erst nahe der Geschlechtsöffnung teilt sich der Spermovidukt in den freien Eileiter (Ovidukt) und den freien Samenleiter (Vas deferens). Die sogenannte Prostatadrüse mündet kurz nach der Teilung in den Samenleiter. Der Samenleiter selber mündet meist nahe dem äußeren (hinteren) Ende des eingerollten Penis in den Penis selbst. Der dünne Samenleiter ändert seine Dicke kaum, ist oft gewunden oder nahezu gerade. Er kann auch mit einem Häutchen mit dem Penis verbunden sein. Nahe der Mündung des Samenleiters setzt der Retraktormuskel des Penis an. Der Penis ist bei den Schnegeln immer gut entwickelt, oft sehr lang und walzenförmig, manchmal auch in der Mitte etwas verengt und im Körper in Falten gelegt. Er besitzt innen komplexe Falten- und Pilasterstrukturen, und oft ein Flagellum oder einen Blindsack (Coecum oder Caecum) am Ende. Ein Epiphallus fehlt. Der Penis der Schnegel ist kein Penis im eigentlichen Sinn (wie z. B. bei Wirbeltieren), da er nicht in die Vagina des anderen Partners eingeführt wird und dort das Sperma entlässt. Bei der Paarung werden die Penes ausgestülpt, oft auf das mehrfache der Körperlänge, d. h. das Penisinnere mit seinen komplexen Falten- und Pilasterstrukturen ist dann der Außenbereich. Die ausgestülpten Penes umwickeln sich danach oder auch schon während des Ausstülpens. Das Sperma wird anschließend von besonderen beweglichen Anhängen, den sog. Kämmen (= interne Falten- und Pilasterstrukturen) von Penis zu Penis übertragen. Danach werden die Penes wieder entwickelt und getrennt und samt dem Fremdsperma mit Hilfe des Penisretraktormuskel eingezogen. Die Penes der Schnegel sind somit übertragendes wie auch empfangendes Organ. Der distale Teil des Eileiters ist mit einem Schließmuskel versehen und mündet in das Atrium.
Das Atrium oder die Genitaltasche ist meist sehr kurz und klein. In das Atrium öffnet sich auch die Samentasche oder das Receptaculum seminis, welches das Sperma nach der Begattung aufnimmt. Es ist mehr oder weniger groß, meist rundlich, aber gelegentlich auch länglich und sitzt auf einem mehr oder weniger langen Stiel auf.
Schnegel-Arten haben ein komplexes Paarungsritual, das aus Vorspiel und der eigentlichen Begattung besteht; manche Arten zeigen sogar ein mehr oder weniger ausgedehntes Nachspiel. Alle Teile des Paarungsrituals können sich über mehrere Stunden hinziehen, aber auch sehr kurz sein, besonders die Begattung, die bei manchen Arten in sehr kurzer Zeit, teils in Sekunden, vollzogen wird; bei anderen dauert die Begattung viele Stunden. Bei allen bisher untersuchten Schnegel-Arten ist der sogenannte Penis nicht nur übertragendes Organ, sondern auch empfangendes Organ; das Sperma wird jeweils mittels der „Kämme“ an Drüsenfelder auf den ausgestülpten Penis des Partners angeklebt. Es wird dann zusammen mit dem Penis in die Genitaltasche zurückgezogen und im Receptaculum seminis gesammelt. Die von Art zu Art sehr unterschiedlichen Paarungsrituale stellen neben anatomischen Unterschieden, die aber oft zwischen den Arten erstaunlich gering sind, eine effektive Artbarriere dar, die Fremdkopulationen verhindert.

## Geographische Verbreitung, Lebensraum und Lebensweise
Die meisten Arten der Familie waren ursprünglich in Europa, Nordafrika und in Vorder- und Zentralasien heimisch. Einige wenige Arten sind inzwischen aber durch Verschleppung fast weltweit verbreitet.
Die meisten Arten der Schnegel sind recht seltene Tiere, die hauptsächlich in naturbelassenen Landschaften, aber auch in der Kulturlandschaft, in Gärten, Parks und Kellerräumen vorkommen. Sie sind überwiegend Pilz-, Flechten-, Algen- und Aasfresser, oder sie fressen totes Pflanzenmaterial, seltener frisches Pflanzenmaterial. Unter den Schnegeln ist derzeit kaum eine Art bekannt, die so große Populationen aufbaut, dass Nutzpflanzen spürbar geschädigt werden. Über den Tigerschnegel (Limax maximus) ist sogar bekannt, dass dieser andere Nacktschneckenarten vertilgen kann. Weil Schnegel, unabhängig von ihrer Größe, die Eier anderer Schnecken und deren Nachkommen fressen, sind sie vor allem in Gemüsegärten als Nützlinge und nicht als Schädlinge anzusehen. Der in feuchten Kellern vorkommende und früher als Vorratsschädling geltende Bierschnegel (Limacus flavus) ist heute eine vom Aussterben bedrohte Art. Einige Schnegel-Arten haben sehr kleine Verbreitungsareale, wie z. B. der Limax redii, der endemisch in den Tessiner Südalpen und am Comer See vorkommt, oder Limax gerhardti, der nur auf der italienischen Insel Ischia vorkommt.

## Taxonomie
Zur Überfamilie der Limacoidea gehören neben den Schnegeln auch die Ackerschnecken (Agriolimacidae), Glasschnecken (Vitrinidae) und die Wurmschnegel (Boettgerillidae). Die Familie Limacidae wird derzeit in drei Unterfamilien, Limacinae, Limacopsinae und Eumilacinae unterteilt, wobei manche Autoren Limacopsinae als Synonym von Limacinae sehen. Derzeit sind etwa 200 Arten der Familie bekannt, die sich auf etwa 12 Gattungen verteilt. Über die Gültigkeit einiger Gattungen wird derzeit noch diskutiert.
Familie Schnegel (Limacidae)
- Unterfamilie Limacinae Lamarck, 1801
  - Gattung Caspilimax Hesse, 1926
  - Gattung Gigantomilax Boettger, 1883 (mit den Untergattungen Gigantomilax (Gigantomilax) Boettger, 1883, Gigantomilax (Monochroma) Simroth, 1896 und Gigantomilax (Vitrinoides) Simroth, 1891)
  - Gattung Lehmannia Heynemann, 1863[10]
  - Gattung Limacus Lehmann, 1864[11]
  - Gattung Limax Linnaeus, 1758 (mit den Untergattungen Limax (Limax) Lamarck, 1801 und Limax (Kasperia) Godwin-Austen, 1914[12]), derzeit über 30 Arten
  - Gattung Malacolimax Malm, 1868[13]
  - Gattung Svanetia Hesse, 1926
  - Gattung Turcolimax Godwin-Austen, 1914 (mit den Untergattungen Turcolimax (Turcolimax) Godwin-Austen, 1914 und Turcolimax (Michaelsia) Likharev & Wiktor, 1980)
- Unterfamilie Eumilacinae Likharev & Wiktor, 1980
  - Gattung Eumilax Boettger, 1881
  - Gattung Metalimax Simroth, 1896
- Unterfamilie Limacopsinae Gerhardt, 1935[14] (syn. Bielziidae/Bielziinae Likharev & Wiktor, 1980, wird von manchen Autoren als Synonym von Limacinae gewertet)
  - Gattung Bielzia Clessin, 1887[15]
    - Blauschnegel (Bielzia coerulans)

## Anmerkung
1. ↑  Der Begriff Egelschnecken wurde früher auch für die Zerkarien von Großem und Kleinem Leberegel und verwandte Formen verwendet. Er wird deshalb als Bezeichnung für diese Schneckenfamilie nicht mehr akzeptiert.